# Kontroler ruchu lotniczego

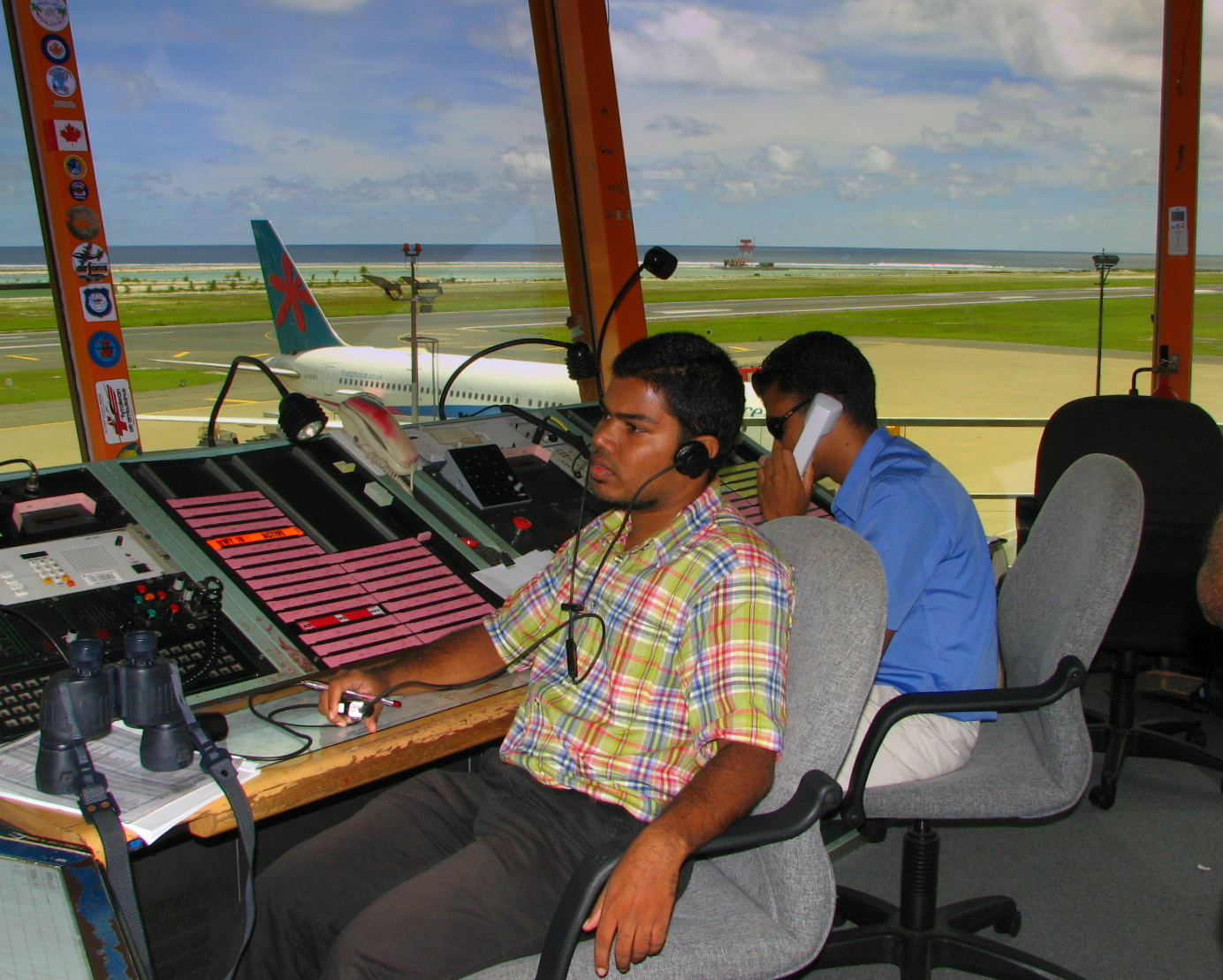
Kontrolerzy w wieży kontroli lotów

Kontroler ruchu lotniczego – osoba sprawująca służbę kontroli ruchu lotniczego, najczęściej przy pomocy proceduralnej oraz/lub radaru. Poprzez instrukcje zmiany kierunku, prędkości oraz poziomu lotu (wysokości), jak również poprzez wydawane statkom powietrznym poleceń, kontroler ruchu lotniczego ma za zadanie prowadzić bezpieczny i płynny przepływ ruchu lotniczego z zachowaniem wymaganych przy tym minimalnych separacji.
Kontroler ruchu lotniczego jest jednym z zawodów cechujących się znacznym poziomem stresu ze względu na cechującą go dużą odpowiedzialność.
Uprawnienia kontrolera ruchu lotniczego obejmują następujące kategorie:
- uprawnienie kontroli lotniska;
- uprawnienie kontroli zbliżania proceduralnej;
- uprawnienie kontroli zbliżania dozorowanej;
- uprawnienie kontroli zbliżania za pomocą radaru podejścia precyzyjnego;
- uprawnienie kontroli obszaru proceduralnej; oraz
- uprawnienie kontroli obszaru dozorowanej.

20 października obchodzony jest Międzynarodowy Dzień Kontrolera Ruchu Lotniczego. Upamiętnia on utworzenie w 1961 roku Międzynarodowej Federacji Stowarzyszeń Kontrolerów Ruchu Lotniczego (ang. International Federation of Air Traffic Controllers, IFATCA). W Polsce święto to obchodzone jest od 2008 roku.